# Albin Skoglund
Albin Skoglund (sinh ngày 1 tháng 2 năm 1997) là một cầu thủ bóng đá người Thụy Điển thi đấu cho Varbergs BoIS ở Superettan.